# آمیتی (آرکانزاس)
آمیتی (آرکانزاس) (به انگلیسی: Amity, Arkansas) یک شهر در ایالات متحده آمریکا با جمعیت ۷۶۲ نفر است که در آرکانزاس واقع شده است.

## موقعیت جغرافیایی
موقعیت جغرافیایی شهرها و مناطق اطراف به شرح زیر است: